# Classica di San Sebastián 2006
La Classica di San Sebastián 2006, ventiseiesima edizione della corsa e valevole come prova del circuito UCI ProTour 2006, si svolse il 12 agosto 2006, per un percorso totale di 232 km. Fu vinta dallo spagnolo Xavier Florencio, al traguardo con il tempo di 5h32'44" alla media di 40,573 km/h.
Al traguardo 150 ciclisti portarono a termine il percorso.

## Squadre partecipanti
| N.      | Cod. | Squadra                |
| ------- | ---- | ---------------------- |
| 1-8     | SDV  | Saunier Duval-Prodir   |
| 11-18   | CSC  | Team CSC               |
| 21-28   | PHO  | Phonak Hearing Systems |
| 31-38   | RAB  | Rabobank               |
| 41-48   | DVL  | Davitamon-Lotto        |
| 51-58   | AST  | Astana-Würth Team      |
| 61-68   | GST  | Gerolsteiner           |
| 71-78   | DSC  | Discovery Channel      |
| 81-88   | C.A  | Crédit Agricole        |
| 91-98   | CEI  | Caisse d'Epargne       |
| 101-108 | COF  | Cofidis                |

| N.      | Cod. | Squadra               |
| ------- | ---- | --------------------- |
| 111-118 | QSI  | Quick Step-Innergetic |
| 121-128 | MRM  | Team Milram           |
| 131-138 | TMO  | T-Mobile Team         |
| 141-148 | LIQ  | Liquigas              |
| 151-158 | LAM  | Lampre-Fondital       |
| 161-168 | BTL  | Bouygues Télécom      |
| 171-178 | A2R  | AG2R Prévoyance       |
| 181-188 | EUS  | Euskaltel-Euskadi     |
| 191-198 | FDJ  | Française des Jeux    |
| 201-208 | REG  | Relax-GAM             |
| 211-218 | KAI  | Kaiku                 |

## Ordine d'arrivo (Top 10)
| Pos. | Corridore          | Squadra         | Tempo    |
| ---- | ------------------ | --------------- | -------- |
| 1    | Xavier Florencio   | Bouygues Tél.   | 5h32'44" |
| 2    | Stefano Garzelli   | Liquigas        | s.t.     |
| 3    | Andrej Kašečkin    | Astana          | s.t.     |
| 4    | Aleksandr Bočarov  | Crédit Agricole | s.t.     |
| 5    | Cristian Moreni    | COF             | s.t.     |
| 6    | Mirko Celestino    | Team Milram     | s.t.     |
| 7    | Ricardo Serrano    | Kaiku           | s.t.     |
| 8    | Alejandro Valverde | C. d'Epargne    | s.t.     |
| 9    | George Hincapie    | Discovery Ch    | s.t.     |
| 10   | Franco Pellizotti  | Liquigas        | s.t.     |